# Liste des préfets de la Haute-Loire
Le premier préfet de la Haute-Loire fut le bourgeois libéral Antoine Rabusson-Lamothe, qui contribua fortement au rétablissement de l'ordre en Velay après les troubles révolutionnaires. Parmi les autres figures marquantes du corps préfectoral en Haute-Loire figurent notamment le colonel Robert Bach, préfet du régime de Vichy qui contribua à la protection des Juifs réfugiés sur le plateau vellave, dans la région du Chambon-sur-Lignon, ou encore le futur ministre Edgard Pisani à la Libération.
L'hôtel de préfecture est installé depuis l'origine au Puy-en-Velay, chef-lieu du Velay depuis le Moyen Âge. La résidence du préfet, initialement installée dans un hôtel particulier de la Ville haute, l'Hôtel de Polignac, fut transférée en 1825 dans un hôtel spécialement construit à cet effet place du Breuil. Bâti sur les plans de l'architecte parisien Amable Macquet (1790-1840), l'édifice de style néo-classique n'a que peu été modifié depuis lors, si l'on excepte la surélévation des combles intervenue par la suite.
Depuis 1800, le département compte deux arrondissements : Brioude et Yssingeaux. Ce dernier, supprimé lors de la réforme de 1926, fut rétabli par la suite. Par ailleurs, son chef-lieu sous la Révolution était Monistrol-en-Velay (aujourd'hui Monistrol-sur-Loire).
Liste établie d'après Auguste Rivet.

## ConsulatetPremier Empire
| Période         | Période | Identité                 | Fonction précédente                                                                           | Observation                         |
| --------------- | ------- | ------------------------ | --------------------------------------------------------------------------------------------- | ----------------------------------- |
| 2 mars 1800     | 1810    | Antoine Rabusson-Lamothe | Avocat du Roi près la sénéchaussée de Riom Député à l'Assemblée législative Chef de bataillon | Retourne ensuite dans la vie privée |
| 12 février 1810 | 1814    | Jean-François de Cahouet | Capitaine d'artillerie Auditeur au Conseil d'État                                             | Préfet des Vosges (Cent-Jours)      |

## Première Restauration
| Période      | Période | Identité                           | Fonction précédente   | Observation                       |
| ------------ | ------- | ---------------------------------- | --------------------- | --------------------------------- |
| 16 juin 1814 | 1815    | Charles Eugène Gabriel de Sartiges | Sous-préfet de Gannat | Rappelé à la seconde Restauration |
|              |         |                                    |                       |                                   |

## Cent-Jours
| Période      | Période | Identité                        | Fonction précédente                                   | Observation |
| ------------ | ------- | ------------------------------- | ----------------------------------------------------- | ----------- |
| 6 avril 1815 | 1815    | Martin Réné Alexandre Bergognié | Auditeur au Conseil d'État Préfet du Jura (1813-1814) |             |

## Deuxième Restauration
- Charles-Eugène-Gabriel, vicomte de Sartiges (1770-1827) : juillet 1814-avril 1815 puis juillet 1815-juillet 1817
- Armand, baron de Bastard d'Estang (1786-1857) : juillet 1817-novembre 1828
- Ferdinand-Louis, comte de Waters (1777-1836) : novembre 1828-avril 1830
- Alexandre-François de Freslon de la Freslonnière (1787-1841) : avril 1830-juillet 1830

## Monarchie de Juillet
- Antoine Dupuy (1781-1857) : août 1830-janvier 1833
- François-Joseph d'Imbert de Montruffet (1780-1858) : janvier 1833-novembre 1835
- Jacques-Alphonse Mahul (1795-1871) : novembre 1835-juillet 1837
- Julien-Camille Legoux (1802-1876) : juillet 1837-octobre 1839
- Pierre-Joseph Hénaut (1799-?) : décembre 1839-juin 1840
- Bonaventure-Jacques-Joseph Pagès (1806-1868) : juin 1840-août 1841
- Henri-Gustave Choppin d'Arnouville (1800-1867) : août 1841-février 1848

## Deuxième République
- Claude-Victor Richard (1806-1880) : juillet 1848-novembre 1848
- Charles Sérurier (1818-1887) : novembre 1848-novembre 1849
- Jean-Émile Dubois de Niermont (1814-1892) : novembre 1849-mars 1851, jusqu'alors sous-préfet de l'arrondissement de Villefranche-sur-Saône, nommé le 20 novembre 1849 en remplacement de Sérurier.
- Aza-Pierre-Antoine de Vidaillan (1798-1876) : mars 1851-décembre 1851, ancien préfet, nommé le 7 mars 1851 en remplacement de Dubois. Il démissionne après le coup d'État du 2 décembre 1851.

## Second Empire
- Honoré-Hippolyte Girard de Villesaison (1812-1867) : 6 décembre 1851-9 mai 1852, jusqu'alors sous-préfet de l'arrondissement de Saint-Omer, nommé le 6 décembre 1851 en remplacement de Vidaillan
- Henri, vicomte de Vougy (1817-1911) : 9 mai 1952-mars 1853, nommé en remplacement de Villesaison
- Alexandre Jean-Louis Chèvremont (1812-1883) : 5 mars 1853-novembre 1856, en remplacement de Vougy, qui est nommé préfet de la Nièvre
- Émile Paul Rostan d'Ancézune (1803-1873) : novembre 1856-janvier 1862)
- Charles Demonts (1815-1883) : janvier 1862-janvier 1870
- Comte Léo de Saint-Poncy (1825-?) : janvier 1870-septembre 1870
- Arthur-Alexandre Béhagel (1830-1888)[6] : 6 septembre 1870-25 septembre 1870

## Troisième République
- Henri Lefort (1828-1917) : septembre 1870-mars 1871
- Comte Jean-Baptiste de Malartic (1822-1904) : juin 1873
- Pierre Louis de Champagne (1821-?) : mars 1873-octobre 1873
- Armand-François Marie-Joseph de Reveil du Perron (1820-1888) : octobre 1873-avril 1876
- Jean-Alfred Labordière (1834-?) : avril 1876-mai 1877
- Fernand Prosper Frédéric, Baron de Nervo (1836-1883) : mai 1877-décembre 1877
- Jean-Alfred Labordière (1834-?) : décembre 1877-juillet 1878
- Louis-Félix-Auguste Assiot (1834-1893) : juillet 1878-janvier 1880
- Alex de Lameer (1835-?) : janvier 1880-février 1882
- Allain-Targé (1841-?) : mars 1882-avril 1883
- Paul Reibell (1843-?) : avril 1883-novembre 1885
- Hélitas (1843-?) : novembre 1885-mars 1893
- François-Charles Dumoulin (1843-?) : mars 1893-mars 1895
- Ernest Leblond (1845-1911) : mars 1895-juillet 1901
- Adrien Bonhoure (1860-1929) : juillet 1900-mars 1906
- Eugène Allard (1856-?) : mars 1906-septembre 1907
- Pierre Blanc (1861-?) : octobre 1907-octobre 1901
- Yvon Lapaine (1853-?) : octobre 1910-novembre 1911
- Robert Beurdeley (1872-1919) : novembre 1911-janvier 1918
- Ernest Beauguitte (1869-1935) : février 1918-janvier 1920
- Paul Périès (1872-?) : janvier 1920-septembre 1924
- Baudet-Varennes (1873-?) : septembre 1924-juin 1927
- François Theulé-Luzié (8975-?) : juin 1927-novembre 1931
- Paul Caillet (1881-?) : décembre 1931-janvier 1933
- Augustin Jouve (?) : janvier 1933-mai 1933
- Félix-Antoine Giacobbi (1891-?) : juin 1933-juillet 1934
- Louis-Antoine Jacques Comtet (1888-1970) : juillet 1934-mars 1938
- Maurice Belliard (1887-?) : avril 1938-février 1941

## État français
- André Jean-Faure (?-1972) : février 1941-juin 1942
- Robert Bach (1889-1976) : juin 1941-décembre 1943
- André Bousquet (1896-?) : décembre 1943-août 1944

## GPRFpuisQuatrième République
- Clément Charbonnier (?) : août 1944-1945
- Roland Béchoff (1906-?) : juillet 1945-juillet 1946
- Edgard Pisani (1918-2016) : juillet 1946-novembre 1947
- Pierre Bailly (1897-?) : novembre 1947-mars 1950
- Robert Andrieu (1908-?) : mars 1950-décembre 1951
- Lucien Carcassès (1911-1977) : décembre 1951-juillet 1954
- Jean-Marcel Rouliès (1900-?) : juillet 1954-avril 1957
- André Thisy (1913-?) : avril 1957-décembre 1959

## Cinquième République
| Période           | Période           | Identité                   | Fonction précédente                                                                             | Observation                                                                           |
| ----------------- | ----------------- | -------------------------- | ----------------------------------------------------------------------------------------------- | ------------------------------------------------------------------------------------- |
| janvier 1960      | mars 1961         | Jules Plettner (1914-1963) |                                                                                                 |                                                                                       |
| juin 1961         | août 1966         | Jacques Penel (1910-?)     |                                                                                                 |                                                                                       |
| septembre 1966    | juillet 1969      | Raphaël Petit (1916-2010)  |                                                                                                 |                                                                                       |
| juillet 1969      | juin 1973         | Roger David (1915-?)       |                                                                                                 |                                                                                       |
| juin 1973         | mars 1975         | Raymond Marchand (1917-?)  |                                                                                                 |                                                                                       |
| mars 1975         | ?                 | Max Lavigne (1922-2008)    |                                                                                                 |                                                                                       |
| 9 août 1979       | 16 juillet 1981   | Joël Thoraval (*1935)      |                                                                                                 |                                                                                       |
| 1981              | 1983              | Bernard Mailfait (*1929)   |                                                                                                 |                                                                                       |
| 1983              | 1984              | Yvon Ollivier (*1941)      |                                                                                                 |                                                                                       |
| 23 août 1984      | 25 novembre 1985  | Michel Lajus (1928-2011)   |                                                                                                 |                                                                                       |
| 25 novembre 1985  | 13 juillet 1987   | Bernard Augustin           |                                                                                                 | Nommé préfet de l'Eure                                                                |
| 13 juillet 1987   | 28 février 1990   | Pierre Breuil (*1941)      |                                                                                                 |                                                                                       |
| 8 mars 1990       | 23 septembre 1991 | José Inizan                | Administrateur civil                                                                            |                                                                                       |
| 1991              | 12 juillet 1993   | Philippe Grégoire (*1949)  |                                                                                                 | Nommé préfet de la Nièvre                                                             |
| 19 juillet 1993   | 31 octobre 1994   | Jean-Claude Vacher (*1943) |                                                                                                 | Nommé préfet de Lot-et-Garonne                                                        |
| 31 octobre 1994   | 23 novembre 1995  | Christian Dufour           | Administrateur civil                                                                            |                                                                                       |
| 23 novembre 1995  | 16 avril 1998     | Nicolas Jacquet (*1952)    | Préfet délégué pour la sécurité et la défense auprès du préfet de la région Aquitaine           | Nommé préfet de Lot-et-Garonne                                                        |
| 16 avril 1998     | 21 juin 2000      | Bernard Pomel (*1941)      | préfet de la Haute-Corse                                                                        |                                                                                       |
| 21 juin 2000      | 19 décembre 2002  | Stéphane Keita (*1957)     |                                                                                                 |                                                                                       |
| 19 décembre 2002  | 9 juillet 2004    | Hugues Bousiges (*1948)    | Secrétaire général de la préfecture du Val-d'Oise                                               | Nommé préfet de la Charente                                                           |
| 9 juillet 2004    | 21 juin 2006      | Pascal Bresson (*1951)     | Sous-préfet de Meaux                                                                            |                                                                                       |
| 20 juillet 2006   | 17 juillet 2008   | Christophe Mirmand (*1961) | Directeur général des services du conseil général des Hauts-de-Seine                            | Directeur de la modernisation et de l'action territoriale au ministère de l'intérieur |
| 28 juillet 2008   | 23 décembre 2010  | Richard Didier (*1961)     | Administrateur supérieur des îles Wallis-et-Futuna                                              | Haut-commissaire de la République en Polynésie française                              |
| 23 décembre 2010  | 30 mai 2013       | Denis Conus (*1955)        | Préfet du Gers                                                                                  | Nommé préfet de Lot-et-Garonne                                                        |
| 5 juin 2013       | 30 septembre 2015 | Denis Labbé (*1952)        | Préfet de la Guyane                                                                             | Nommé préfet de la Savoie                                                             |
| 30 septembre 2015 | 4 septembre 2017  | Éric Maire                 | Secrétaire général de la préfecture de la Seine-Maritime                                        | Nommé préfet de la Guadeloupe                                                         |
| 4 septembre 2017  | 27 mars 2019      | Yves Rousset               | Préfet délégué à l'égalité des chances auprès du préfet de la région Provence-Alpes-Côte d'Azur | Nommé préfet de Loir-et-Cher                                                          |
| 27 mars 2019      | 31 août 2020      | Nicolas de Maistre (*1965) | Secrétaire général de la préfecture de Seine-et-Marne                                           |                                                                                       |
| 29 juillet 2020   | 21 août 2023      | Éric Étienne (*1964)       | Sous-préfet de Dunkerque                                                                        |                                                                                       |
| 21 août 2023      |                   | Yvan Cordier (*1970)       | Secrétaire général de la préfecture des Bouches-du-Rhône                                        |                                                                                       |